# روز كيمب
روز كيمب (بالإنجليزية: Rose Kemp)‏ هي مغنية وعازفة قيثارة بريطانية، ولدت في 11 ديسمبر 1984 في كارلايل في المملكة المتحدة.

## وصلات خارجية
- الموقع الرسمي
- روز كيمب على موقع ميوزك برينز (الإنجليزية)
- روز كيمب على موقع ديسكوغز (الإنجليزية)